# With Sympathy
With Sympathy — дебютний студійний альбом гурту Ministry, випущений в 1983 році лейблом Arista Records.

## Про альбом
У той час членами гурту були Ел Йоргенсен і Стівен Джордж. Лейбл вплинув на створення альбому в стилі синті-поп, який перебував у контрасті з більш твердим стилем (звуком), який Ел намагався розвивати на початку кар'єри. Однак, є кілька повідомлень, що говорить у вісімдесятих, що він виявив хардкор, який змінив його музичний стиль, і став віддалятися від «синті-попа». На пісню «Revenge» був знятий кліп.
Диск посів 96-е місце в американському чарті Billboard 200.

## Список композицій
Автор музики і слів Alain Jourgensen, except "I Wanted to Tell Her" by Jourgensen and Shay Jones. 
| #  | Назва                      | Тривалість |
| -- | -------------------------- | ---------- |
| 1. | «Effigy (I'm Not An)»      | 3:51       |
| 2. | «Revenge»                  | 3:48       |
| 3. | «I Wanted to Tell Her»     | 5:29       |
| 4. | «Work For Love»            | 4:44       |
| 5. | «Here We Go»               | 3:21       |
| 6. | «What He Say»              | 4:04       |
| 7. | «Say You're Sorry»         | 4:18       |
| 8. | «Should Have Known Better» | 4:31       |
| 9. | «She's Got a Cause»        | 3:33       |

| Бонус-треки на перевиданні Eastworld: | Бонус-треки на перевиданні Eastworld: | Бонус-треки на перевиданні Eastworld: |
| #                                     | Назва                                 | Тривалість                            |
| ------------------------------------- | ------------------------------------- | ------------------------------------- |
| 10.                                   | «I Wanted to Tell Her» (Extended Mix) | 7:03                                  |
| 11.                                   | «Revenge» (Remix)                     | 6:19                                  |
| 12.                                   | «A Walk in the Park»                  | 4:58                                  |

### Європейський реліз «Work for Love»
| #  | Назва                      | Тривалість |
| -- | -------------------------- | ---------- |
| 1. | «Work for Love»            | 4:44       |
| 2. | «Do the Etawa»             | 4:04       |
| 3. | «I Wanted to Tell Her»     | 5:29       |
| 4. | «Say You're Sorry»         | 4:18       |
| 5. | «Here We Go»               | 3:21       |
| 6. | «Effigy (I'm Not An)»      | 3:51       |
| 7. | «Revenge»                  | 3:48       |
| 8. | «She's Got a Cause»        | 3:33       |
| 9. | «Should Have Known Better» | 4:31       |

- «What He Say» була перейменована на «Do the Etawa» в Європейському релізі.

## Учасники запису
Ministry
- Ел Йоргенсен — вокал, гітара (1, 3, 4), клавішні, барабани (8)
- Стівен Джордж — барабани (1-7, 9), ударні (4, 5, 9)

Додаткові музиканти
- Роберт Робертс — клавішні (2, 3, 4, 9)
- Мерібет О'Хара — вокал (2, 4)
- Шей Джонс — вокал (3)
- Джон Девіс — клавішні (3, 4, 9)
- Вальтер Турбітт — гітара (3)
- Мартін Соренсен — бас-гітара (3)
- Вінс Елі — ударні, клавішні (4)
- Антоніа де Портаго — вокал (4)
- Бред Голлен — бас-гітара (5, 6)
- Дорін Чентер — вокал (7)
- Боб Сабер — саксофон (7)